# Dendrophilacris cantralli
Dendrophilacris cantralli är en insektsart som beskrevs av Christiane Amédégnato och Poulain 1987. Dendrophilacris cantralli ingår i släktet Dendrophilacris och familjen gräshoppor. Inga underarter finns listade i Catalogue of Life.